# Bootcfg
La commande bootcfg est un utilitaire Microsoft Windows Server 2003 qui permet de modifier le fichier Boot.ini. Cette commande offre une fonction qui permet de rechercher sur les disques durs de votre ordinateur des installations de Microsoft Windows NT, Microsoft Windows 2000, Microsoft Windows XP et Windows Server 2003, puis de les ajouter à un fichier Boot.ini existant ou de générer un nouveau fichier Boot.ini. Vous pouvez utiliser la commande bootcfg pour ajouter des paramètres de fichier Boot.ini aux entrées existantes ou créer de nouvelles entrées.